# 青森平野

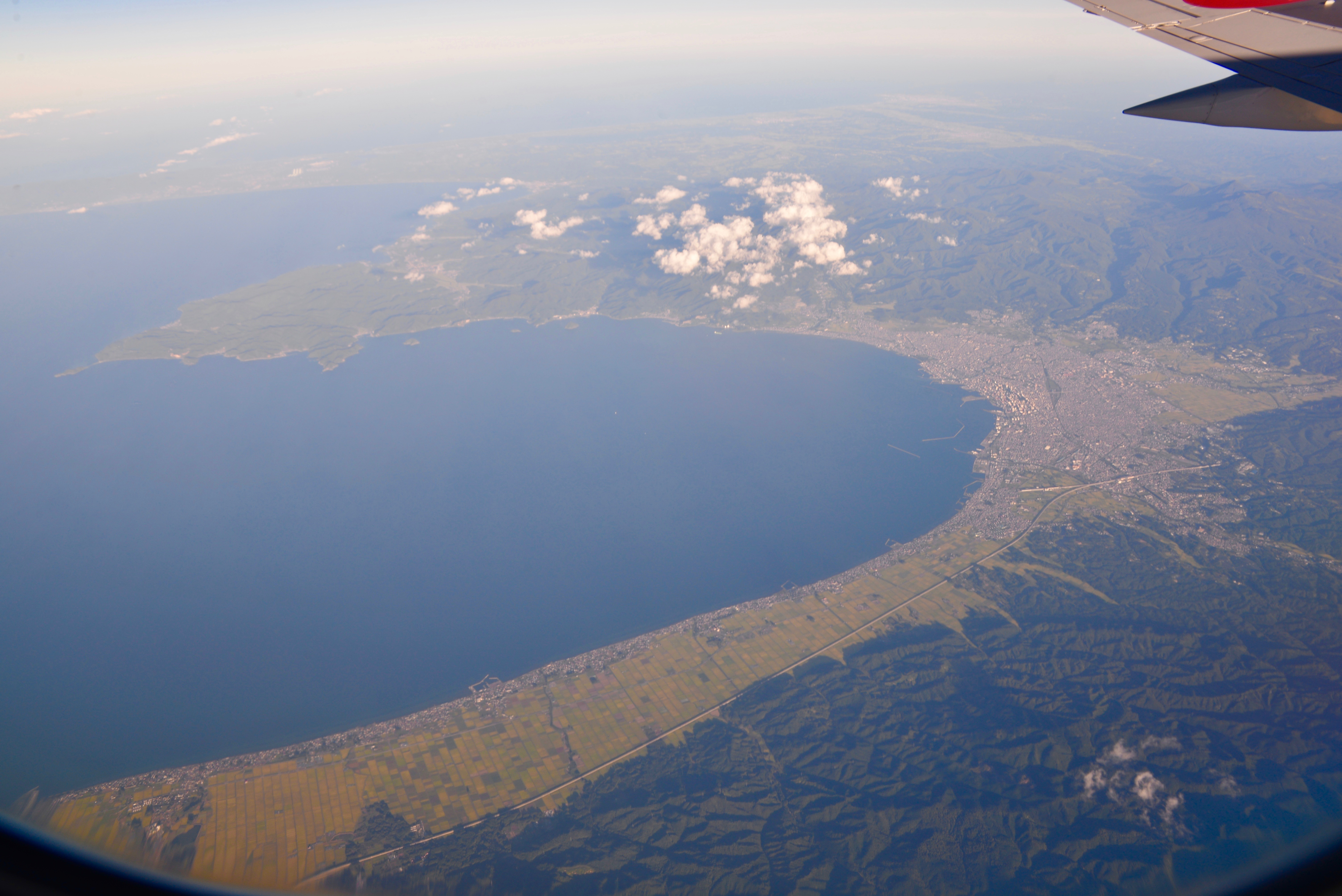
青森平野周辺

青森平野（あおもりへいや）は、青森市の中心部の大半を占める平野である。
堤川、沖館川、赤川、沼川、新城川、野内川など、大小様々の複数の河川が作り上げた比較的小規模な平野である。

## 歴史
縄文時代は、小牧野遺跡や三内丸山遺跡など、数々の遺跡が存在することから、当時の人々が生活していたことが知られる。ただし、当時の海岸線は現在よりもかなり陸地側に入り込んだところにあったと思われる。その後も、海岸部には長らく湿地帯が多く残っていたと思われる。
平安時代、蛍沢遺跡などで稲作が行われていた形跡がある。
中世までには、いくつかの城館が築かれた。15世紀末頃に南部氏の一族が「堤ヶ浦」に入り、館（現在の青森市堤町から松原にかけての地域）を開き、のちに横内に移ったという。「堤ヶ浦」付近には、「包宿（つつみのしゅく）」と呼ばれる宿場があったと伝えられる。
近世初期に、同地は大浦氏（のちの津軽氏）の支配に変わり、寛永年間、津軽信枚により青森の町が開かれ、深沢（青森平野）および外浜（そとがはま）の中心地を兼ねる港町として発展する。
江戸時代後期、幕府の北方への関心が高まるにつれ、蝦夷地に向かう港町としての性格を強める。戊辰戦争の箱館における戦いでは、新政府軍側の兵がこの地から出発した。1871年（明治4年）9月、青森町に県庁が置かれたのは、箱館戦争がきっかけとなり、新政府が北海道への玄関口としてこの町を重視したことによると考えられる。1891年（明治24年）の日本鉄道上野～青森間（現在の東北本線）開業、1908年（明治41年）の帝国鉄道庁による青函連絡船開業、1925年（大正14年）の貨車航送開始などを通じ、本州・北海道間の交通の中継点としての機能が次第に強化されていく。1945年（昭和20年）の青森空襲により、市街地の大半が灰燼に帰すものの戦後復興を遂げ、現在に至る。
中世の青森平野は、「包宿」があるほか、農村・漁村が散在し、田畑が広がっていたと思われる。青森の町が開かれたことにより、おおよそ現在の青森駅付近から堤川の間に市街地が形成される。明治以降、市街地は東側の栄町・浪打、南側の浦町にも伸びるが、現在よりも北よりのルートをとっていた東北本線（現在は遊歩道）から南側の地域は従来通りの農村のままであった。昭和40年代に至り、市街地が東北本線を越えて南側にも大きく広がった。
現在は、住宅地や田圃に利用されている場所がほとんどである。